# Hivern al Karabag (1401-1402)
El hivern del 1401 al 1402 Tamerlà va passar el hivern al Karabagh i es va desenvolupar diversos fets.

## Timur hiverna al Karabagh (1401-1402)
Timur estava a Tabriz avançat el 1401 i va anar a passar el hivern del 1401 al 1402 al Karabagh; en el camí va acampar a Komtupa i allí va detenir al khoja Ismail Cavasi acusat de tirania contra el poble. Va creuar l'Araxes i va acampar amb tot l'exèrcit a Nakhitxevan, prop del qual hi havia la fortalesa d'Alinjak, que tant havia costat de conquerir (16 anys) i que Timur va voler visitar i va ensenyar també a l'emperadriu i als prínceps, així com alguns amirs. A Nakhitxevan el va anar a trobar Tahartan que portava una carta de Bayazid I en que demanava humilment perdó; Tahartan va intercedir per Baiazet I i Timur va consentir.
Va restar uns dies a Nakhitxevan i va enviar una carta a Jordi VII de Geòrgia exigint-li el tribut. Alli van arribar justament els prínceps que havien estat a Geòrgia, Pir Muhammad ibn Umar Xaikh, Sultan Husayn i Abu Bakr Mirza, i que havien acompanyat a Xah Rukh en el seu tanteig cap a Anatòlia. Timur va seguir endavant i va arribar a Gokjegol, Karawutepe, Bardaa i Ganja; va acampar a la plana de Shamkir (a l'oest de Ganja) on va rebre en audiència a Ideku Barles, que venia de Kirman.
També aquí es va presentar el germà del rei Jordi VII de Geòrgia amb el tribut exigit, en el qual aparentment s'havia retardat, i que fou pagat en part amb joies i objectes valuosos i rars; Timur va disculpar la falta de Jordi VII amb la condició de tractar be als musulmans de Geòrgia i va deixar marxar al seu germà. Tot seguit va enviar a l'amir Timur Khoja ibn Akbugha a Samarcanda (junt amb altres amirs) per ajudar en el govern de Transoxiana al príncep Muhammad Omar, del qual seria el lloctinent general. El príncep Muhammad Sultan que havia rebut ordre d'anar de Samarcanda a la cort de Timur, era ja a Nixapur però el seu lloctinent general, Hajji Saif al-Din Nukuz, amir i servidor lleial de Timur, havia mort. Un mes després Timur va sortir del campament i se’n va anar cap a l'Arran (8 de desembre de 1401). Allí va rebre ambaixadors del Kanat de Kiptxak que aportaven una completa submissió; ho van fer amb tanta humilitat i sinceritat que Timur va decidir que no els faria la guerra i els va assegurar la seva amistat.
Poc després Timur fou informat que el príncep Muhammad Sultan havia ja passat Ardebil i era a Akham. Diversos prínceps el van anar a rebre i van passar l'Araxes, trobant al príncep a la vora del riu Agluk. Tots junts es van dirigir a la cort i foren rebuts per Timur. Aquest va ordenar una festa que va durar diversos dies i va distingir al príncep amb diversos honors, en especial una corona d'or que li va posar al cap. Això va coincidir amb el procés iniciat contra el príncep Iskandar, que havia comés una falta de obediència contra Muhammad Sultan, i que com era habitual en els casos de prínceps, va acabar amb uns cops de bastó segon la llei mongola (Yasa) i la seva posada en llibertat.

## Preperatius contra la Xina Ming (hivern 1401-1402)
Allahdad, un dels amirs de més confiança de Timur, va ser enviat a l'est i va rebre instruccions de preparar un sondeig detallat sobre la terra que haurien de creuar els tàtars per arribar a la capital xinesa. Mentre Timur hivernava a les pastures del Karabagh, Allahdad es dirigí a les marques orientals amb ordres de desenvolupar terres agrícoles per alimentar els exèrcits i construir bases des d'on llançar l'atac. Un fort havia de ser construït a deu dies de marxa d'Ashpara, a l'est del riu Sir Darya (aleshores Sihun). Una altra es va construir encara més a prop de la Xina, al costat del llac Issykul.
Aquests preparatius eren a més dels que Timur havia començat des del 1396, quan havia passat dos anys a Samarcanda embellint la seva capital i planificant la guerra a l'est. És clar que no es tractava d'una empresa casual. Timur havia nomenat el seu net i hereu Muhammed Sultan, al capdavant de quaranta mil efectius i diversos amirs més destacats, per supervisar la construcció de fortaleses i recuperar i regar les terres agrícoles que havien estat abandonats en aquestes regions. Les tribus sense govern havien estat assimilades als exèrcits tàtars o eliminades.
Allahdad va completar la seva missió amb èxit. Va fer servir "moltes fulles de papir brillant" per fer un mapa, plegat amb cura en un rectangle net. Es van incloure tots els detalls requerits per Timur i no es va ometre res. Segons Arabshah, també ho va acabar amb temps. L'emperador va rebre el informe mentre encara marxava per Àsia Menor amb el seu exèrcit, de tornada a Samarcanda (1403)